# Kolonie benevolence
Kolonie benevolence je název přeshraniční památky světového dědictví UNESCO v Nizozemsku a Belgii. Je to skupina čtyř vnitrozemských kolonií, které se nacházejí v provinciích Drenthe a Antverpy v tehdejším Spojeném království Nizozemska. Byly zřizovány od roku 1818 Společností benevolence pro boj s rozmáhající se chudobou. Projekt je sociálním experimentem, který je jedinečný pro Evropu a byl počátkem Nizozemska jako sociálního státu. 
Společnost benevolence byla soukromá organizace založená v 19. století, která chtěla pomoci chudým rodinám, většinou z velkých měst, vybudovat si vlastní existenci jako zemědělci. Ústřední osobností Společnosti byl politik Johannes van den Bosch. Kolonie vznikaly v odlehlých, málo osídlených částech království. Pod ochranou UNESCO jsou od roku 2021 čtyři kolonie, nicméně kolonií existuje více. 

## Historie
Kolonie lze rozdělit na svobodné a nesvobodné. Ve svobodných koloniích byla zbídačeným rodinám z velkých měst nabídnuta obživa tím, že jim bylo umožněno kultivovat přidělenou neobdělanou půdu. 
Jelikož malé farmy kolonií poskytovaly nedostatečné příjmy, hledala Benevolenční společnost jiné zdroje a uzavřela smlouvy se státem o umístění sirotků, brzy následovali žebráci a tuláci, což vedlo k vytvoření „nesvobodných“ kolonií, jako je Veenhuizen, s budovami kolejního typu. Na velkých centralizovaných farmách se pracovalo pod dohledem stráží. Kolonie byly z pohledu územního plánování navrženy jako osady podél ortogonálních linií sítě cest a vodních kanálů. Zahrnovaly obytné budovy, hospodářská stavení, kostely a další komunální zařízení. Na svém vrcholu v polovině 19. století žilo v takových koloniích v Nizozemsku přes 11 000 lidí. V Belgii počet dosáhl vrcholu 6 000 osob v roce 1910.

## Fotogalerie

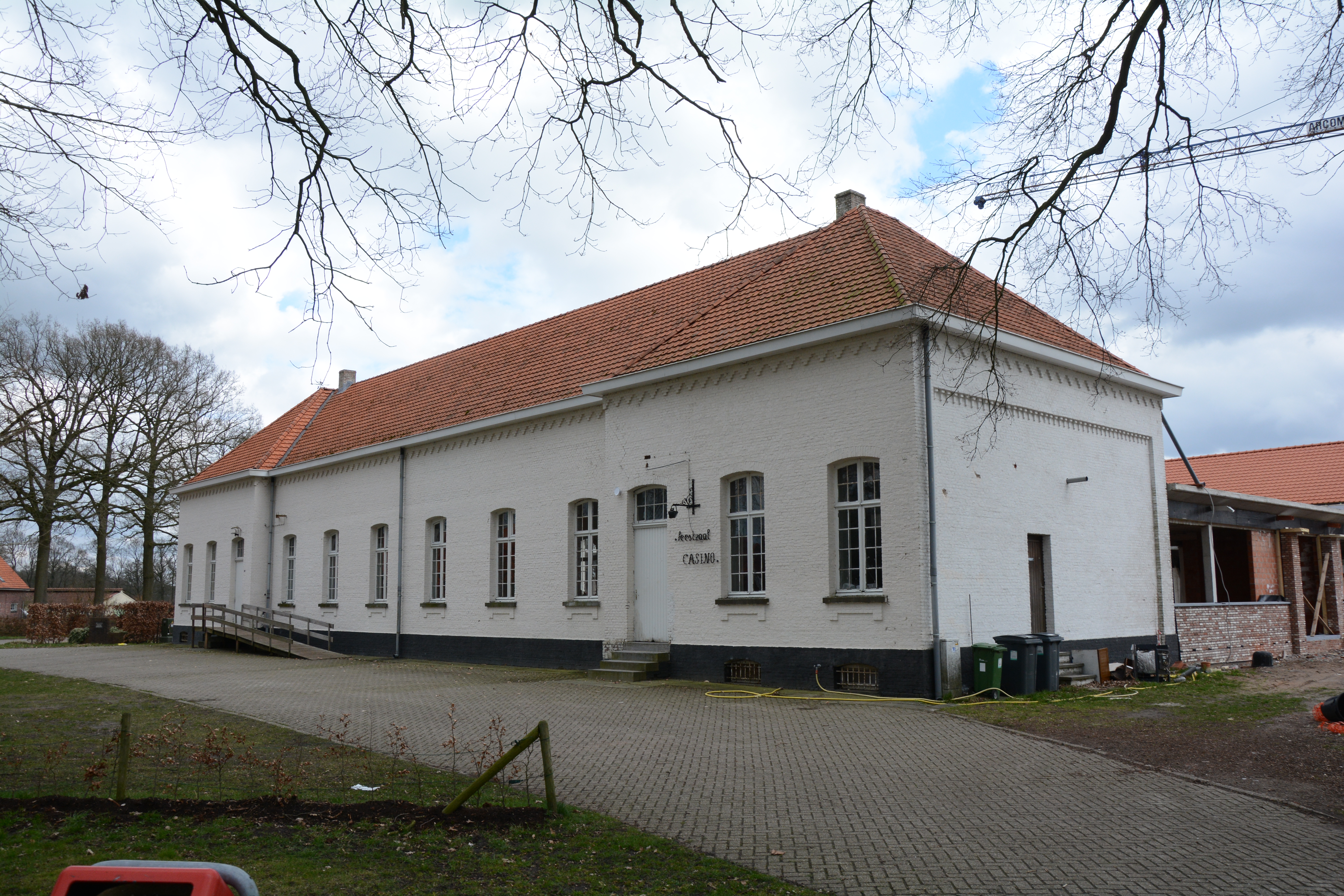
Wortel-kolonie
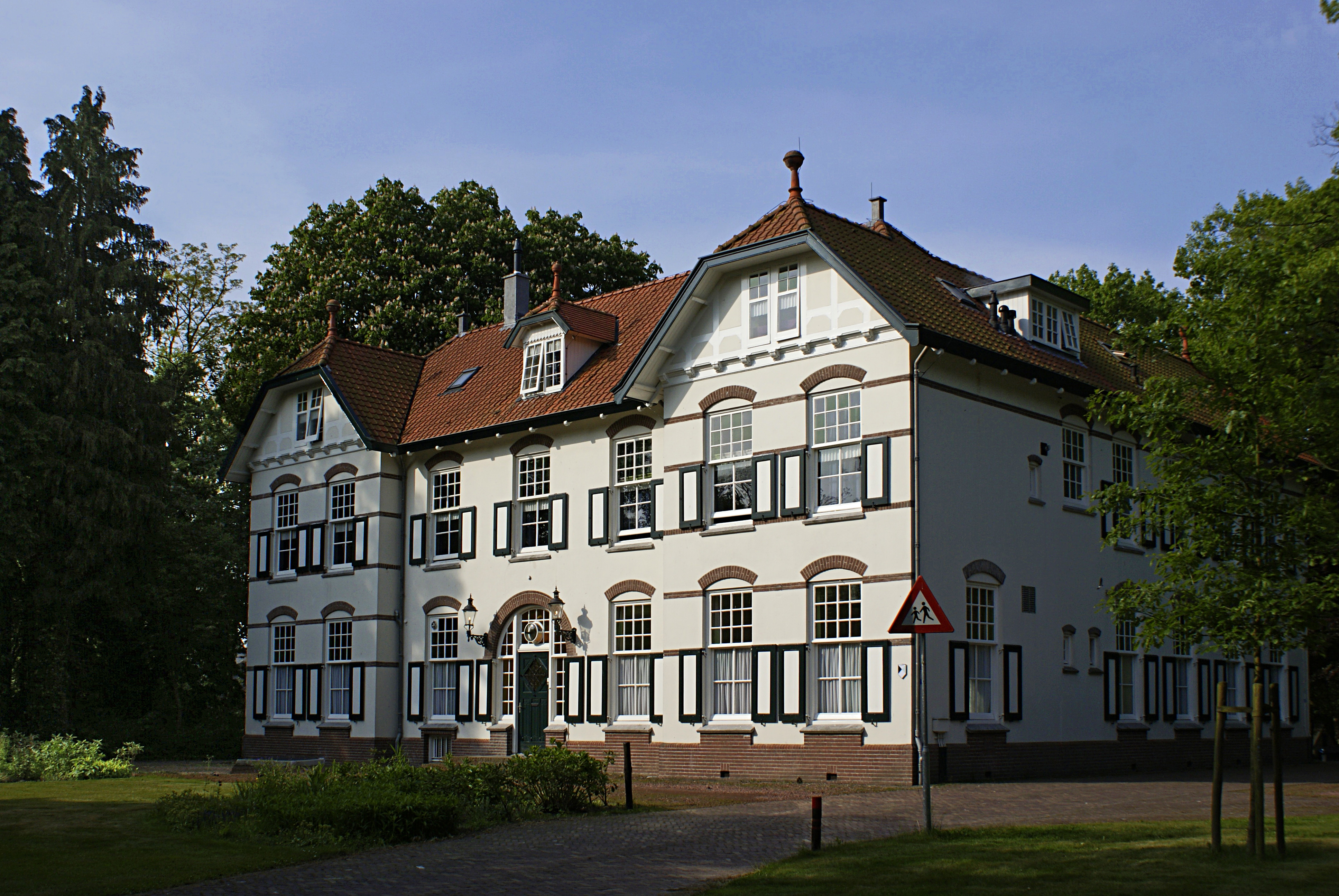
Wilhelminaoord
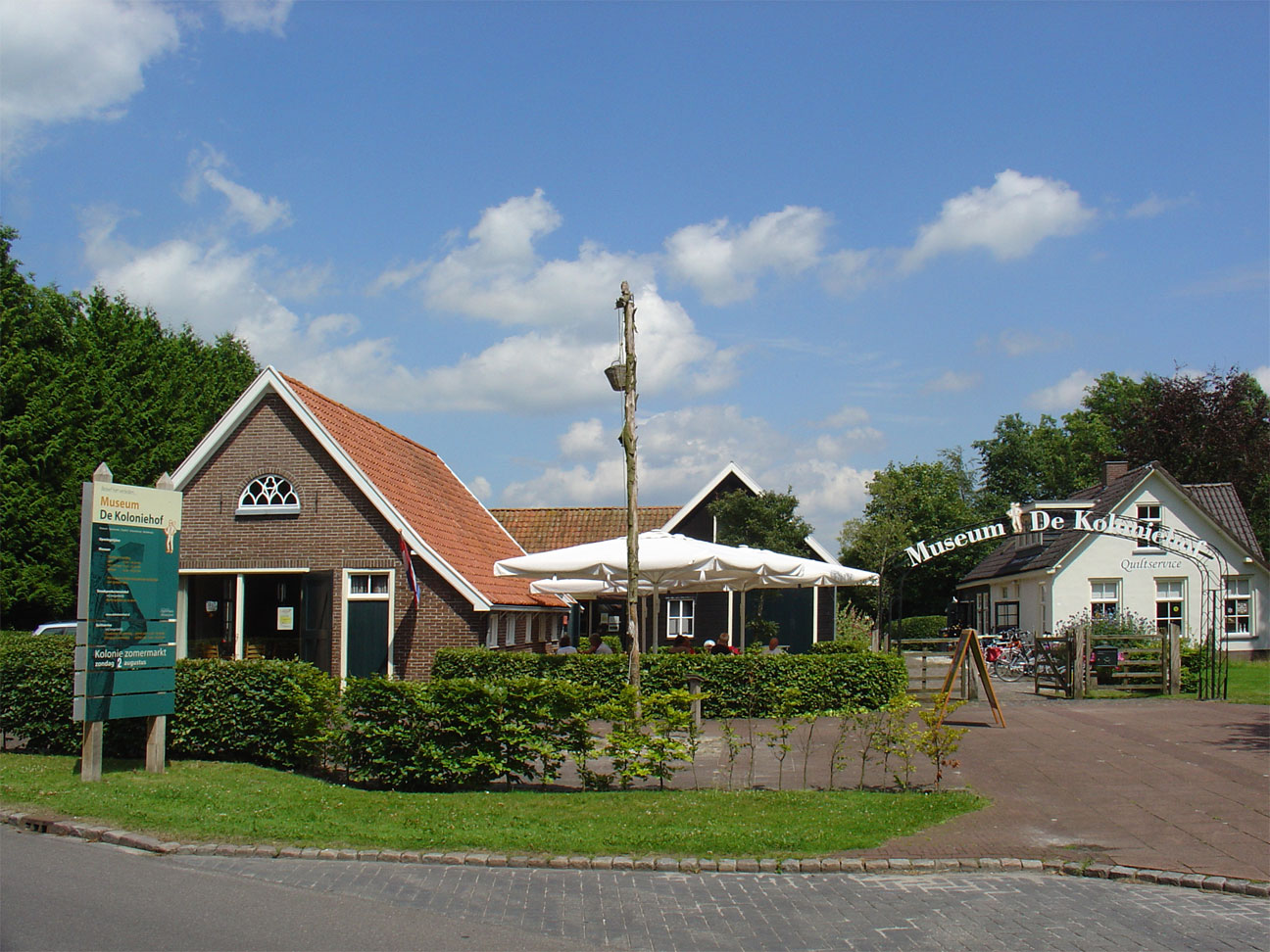
Frederiksoord
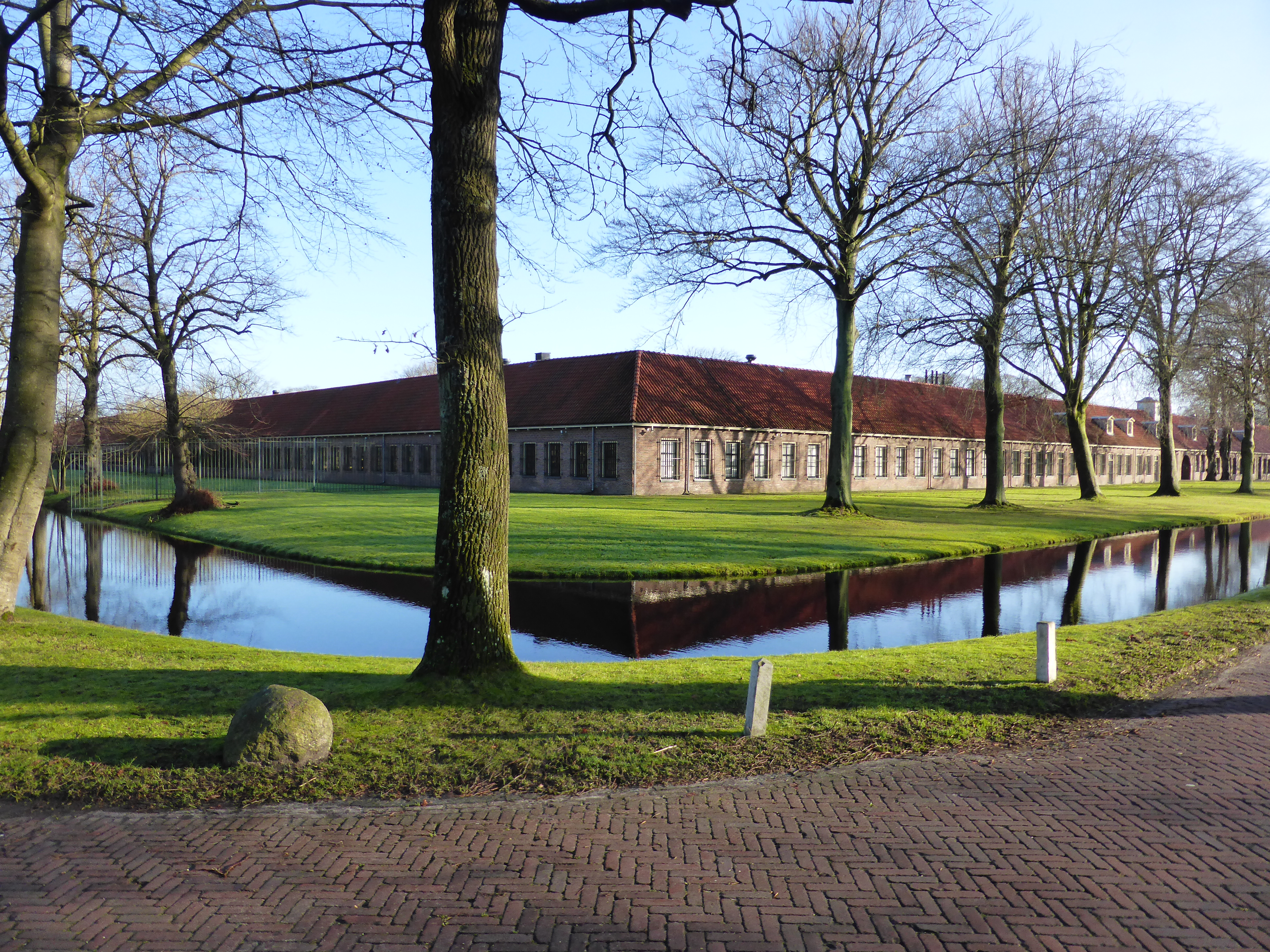
Veenhuizen